# Kersti Kaljulaid
Kersti Kaljulaid (phát âm tiếng Estonia: [ˈkersti ˈkɑljulɑid̥]; sinh ngày 30 tháng 12 năm 1969) là Tổng thống Estonia từ 10 tháng 10 năm 2016 đến ngày 11 tháng 10 năm 2021